# 摩天楼顶上的午餐

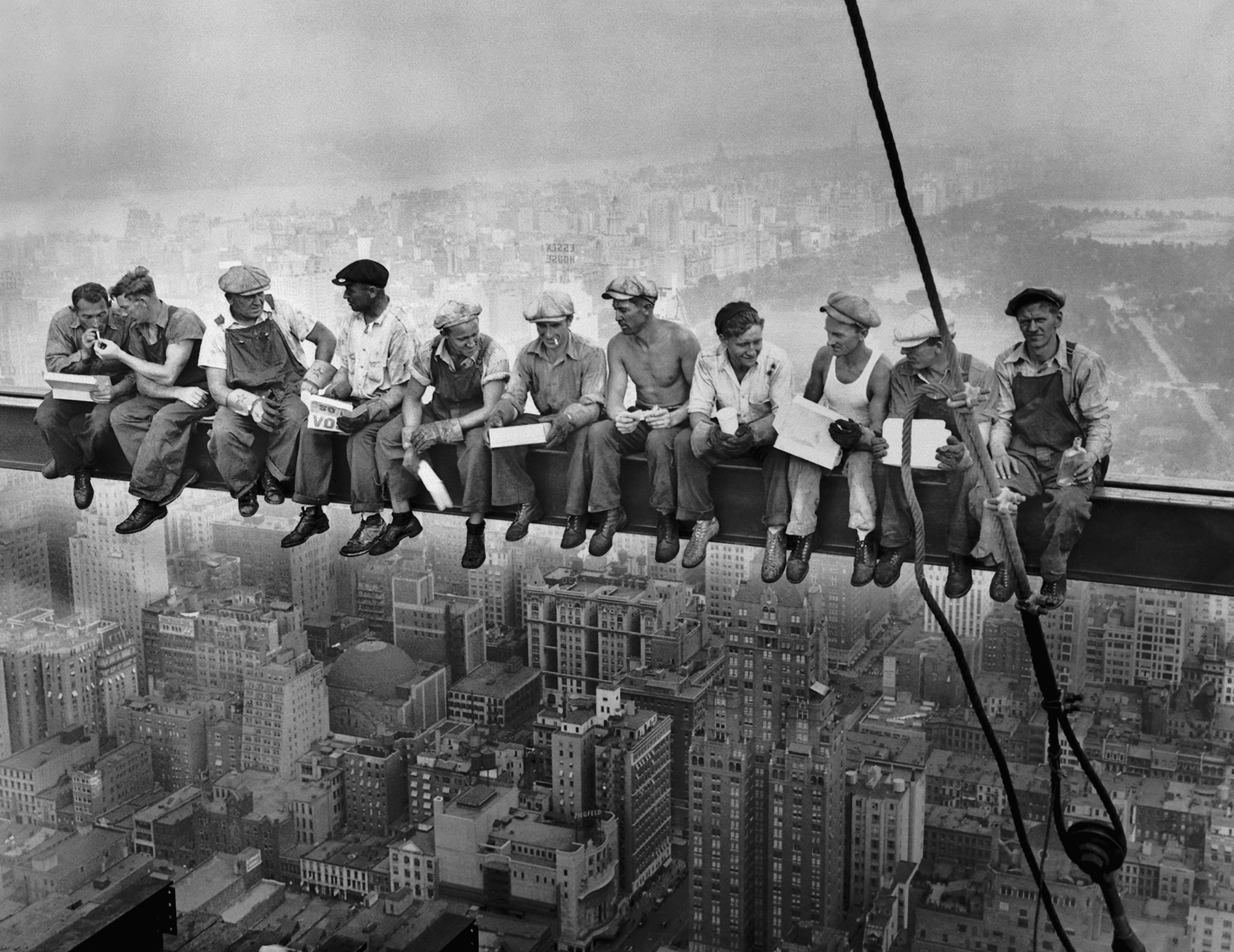
摩天楼顶上的午餐，1932年

摩天楼顶上的午餐（Lunch atop a Skyscraper，亦称New York Construction Workers Lunching on a Crossbeam）是一张著名的黑白照片，拍摄于1932年美国纽约洛克菲勒中心的RCA大楼（1988年改名GE大楼）施工时。

## 作品
照片中有11个男人坐在摩天楼顶的大樑上吃午饭，大樑距下方街道256米，而他们没有任何安全带等设施保护。当时美国正值大萧条时期，人们为了找工作甚至不考虑安全问题。照片拍摄于1932年9月20日，地点为RCA大楼的69楼。据档案保管员描述，照片事实上是宣传噱头。

### 归属
照片的玻璃底片原为the Acme Newspictures archive所有，1995年被Corbis公司收购。

### 拍摄者
直到2003年，Charles C. Ebbets才被Bettman Archive正式承认为《摩天楼顶上的午餐》及Bettman Archive收藏的其他著名作品的拍摄者 ，在此之前这些作品或被误标其他摄影师（如路易斯·海因）或记作“拍摄者不明”。尽管如此，但Corbis公司仍将该作品定为匿名作品。

### 照片中人物
在2012年，照片中的两位工人被确定为Joseph Eckner和Joe Curtis。

## 流行文化影响

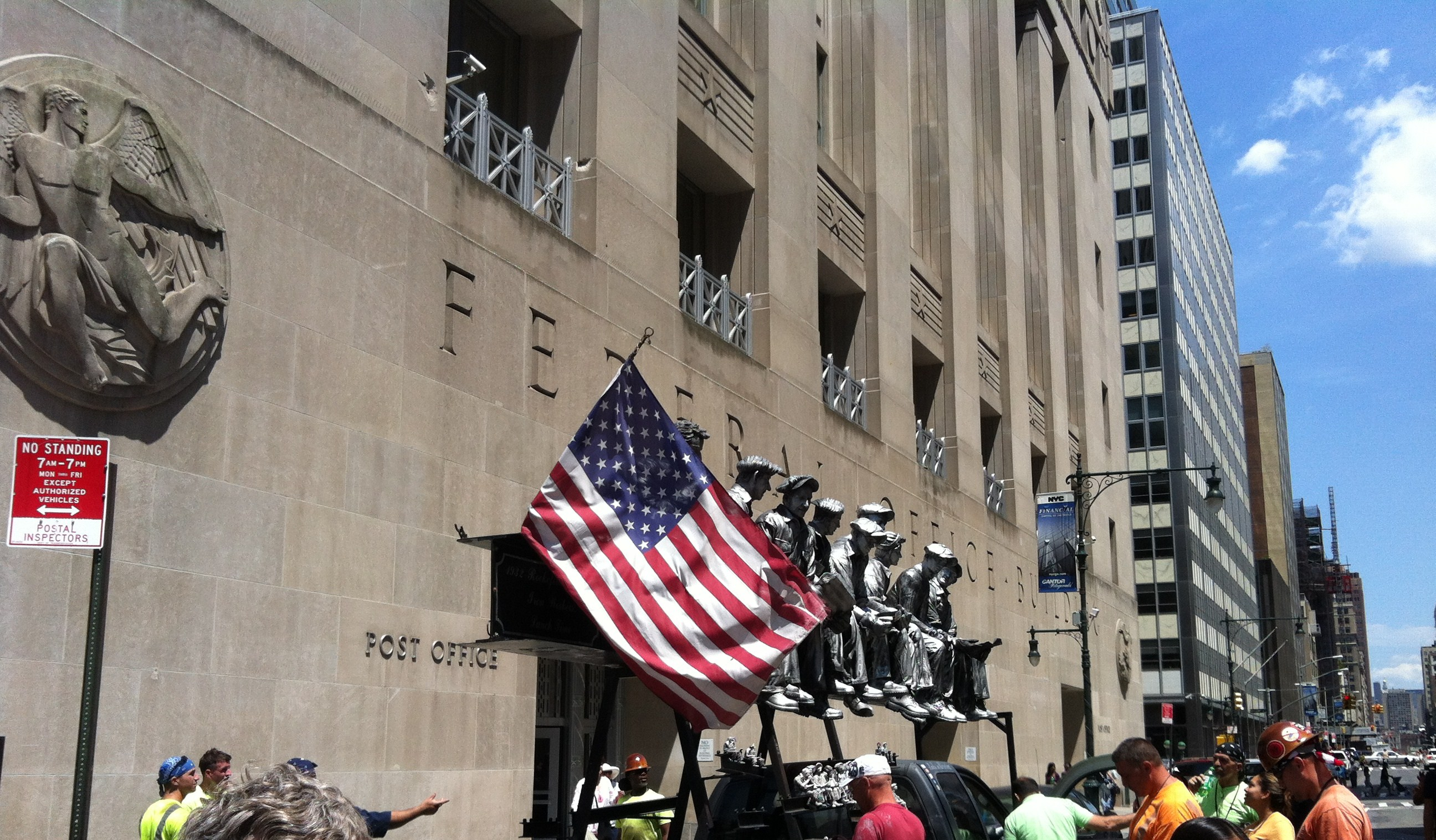
《摩天楼顶上的午餐》雕塑

- 《辛普森一家》第14季第8集《The Dad Who Knew Too Little》的沙发噱头模仿了《摩天楼顶上的午餐》。
- 电影《卑鄙的我2》中出现“小小兵”模仿《摩天楼顶上的午餐》的场景。